# Mario Ielpo
Mario Ielpo (ur. 8 czerwca 1963 w Rzymie) – były włoski piłkarz występujący na pozycji bramkarza. Od 11 listopada 1994 jest adwokatem w Mediolanie.

## Kariera sportowa
Mario Ielpo jest wychowankiem S.S. Lazio. Później występował też w Sienie, Cagliari Calcio, Milanie i Genoi.
Najlepsze lata spędził grając na Sardynii w Cagliari Calcio. W barwach tego klubu rozegrał najwięcej spotkań w Serie A oraz przyczynił się do 6. miejsca w sezonie 1992/1993 i awansu do półfinału Pucharu UEFA 1993/94.
Te osiągnięcia spowodowały transfer do Milanu w lecie 1993. W Mediolanie przez 3 lata zagrał tylko w 3 spotkaniach, regularnie przegrywając walkę o miejsce w bramce z Sebastiano Rossim.
Karierę zakończył po 2 sezonach gry w Genoi w 1998 roku.

## Sukcesy
- Liga Mistrzów UEFA
  - Milan 1993/94
- Superpuchar Europy UEFA
  - Milan 1994
- Serie A
  - Milan 1993/94 i 1995/96
- Superpuchar Włoch
  - Milan 1993 i 1994

## Życie
Obecnie pracuje jako komentator dla Telelombardia i Antenna 3, gdzie prowadzi sportowy program "Qui studio a voi stadio". Absolwent prawa, pracuje w Mediolanie jako prawnik.